# Ржанов, Анатолий Васильевич
Анато́лий Васи́льевич Ржа́нов (9 апреля 1920, Иваново-Вознесенск, Иваново-Вознесенская губерния, РСФСР — 25 июля 2000, Новосибирск, Россия) — советский и российский учёный, специалист в области полупроводниковой микроэлектроники и физики поверхности полупроводников. Академик АН СССР и РАН.

## Биография

Мемориальная доска в Новосибирске

С началом Великой Отечественной войны в декабре 1941 года студентом выпускного курса ушёл добровольцем в части морской пехоты, служил на «морском охотнике» на Балтийском флоте.
Получив краткосрочный отпуск для сдачи экзаменов и защиты диплома, окончил Ленинградский политехнический институт (1941, с отличием).
Воевал на Ленинградском фронте, на «Ораниенбаумском пятачке». Командовал отрядом разведчиков морской пехоты, участвовал в боевых операциях, разведке боем, совершал рейды в тыл врага. Младший лейтенант. Адъютант комбрига. В 1943 году в боях по прорыву блокады Ленинграда получил тяжёлое ранение.
В конце 1943 года, демобилизованный из армии, сдал вступительные экзамены в аспирантуру Физического института им. Лебедева (ФИАН). Уже после демобилизации перенёс воспаление лёгких. Во время посещения бывших фронтовых сослуживцев вновь оказался участником боевых действий, получил контузию. Был награждён орденом Отечественной войны 2 степени. В 1944—1945 годах лечился в госпиталях от осложнений, полученных из-за ранений и контузий, ослеп на один глаз.
В 1948 году окончил аспирантуру ФИАН, участник первых в СССР работ по созданию полупроводникового транзистора. Кандидат физико-математических наук (22.06.1949).
В 1962 году по приглашению академика М. А. Лаврентьева с группой сотрудников ФИАНа переехал в новосибирский Академгородок, где организовал Институт физики твёрдого тела и полупроводниковой электроники (ныне — Институт физики полупроводников). Директор Института 1964—1990. Избран членом-корреспондентом АН СССР (1962). Академик АН СССР (1984). Заместитель председателя СО АН СССР (1985—1990).
Преподавал в Новосибирском государственном университете, где организовал кафедру физики полупроводников (1963), которую возглавлял долгие годы. В числе учеников Анатолия Васильевича три члена-корреспондента РАН, десятки докторов и кандидатов наук.

## Награды
- Орден «За заслуги перед Отечеством» 4-й степени (1999)
- Орден Ленина (8.04.1980)[7]
- Орден Октябрьской Революции
- Орден Трудового Красного Знамени
- Орден Отечественной войны 1-й степени (11.03.1985)
- Орден Отечественной войны 2-й степени
- Медаль «За отвагу»
- Медаль «За оборону Ленинграда»
- другие медали СССР
- Премия Совета Министров СССР

## Анекдоты
При переводе книги Шокли выдержал серьёзную борьбу с редактором издательства, который упорно изменял термин — «носитель заряда — дырка» на «носитель заряда — отверстие».

## Память

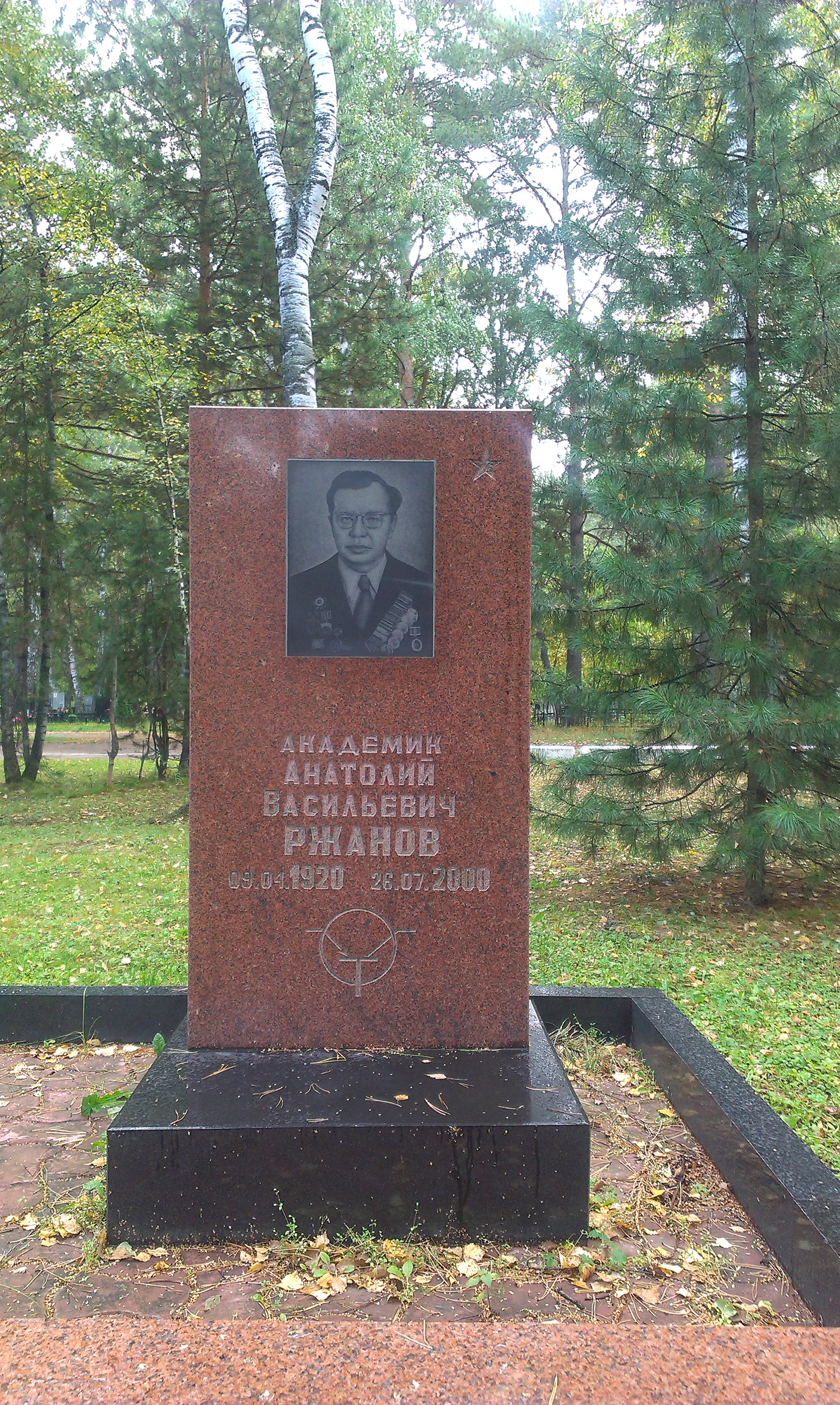
Могила А. В. Ржанова на Южном кладбище

Похоронен на Южном кладбище Новосибирска.
В 2006 году Институту физики полупроводников СО РАН присвоено имя академика А. В. Ржанова (постановление Президиума РАН № 400 от 26 декабря 2006 года).
В 2010 году в честь А. В. Ржанова названа улица в новосибирском Академгородке, на которой расположен главный корпус Института физики полупроводников СО РАН.